# Pagnath
Pagnath (nep. पगनाथ) – gaun wikas samiti w zachodniej części Nepalu w strefie Bheri w dystrykcie Dailekh. Według nepalskiego spisu powszechnego z 2011 roku liczył on 505 gospodarstw domowych i 2697 mieszkańców (1418 kobiet i 1279 mężczyzn).